# Гризли
Гризли (Ursus arctos horribilis) је подврста мрког медведа (Ursus arctos), који углавном живи на западним висоравнима Северне Америке. За ову подврсту верује се да потиче од усурских мрких медведа који су прешли на Аљаску из источне Русије пре 100.000 година, мада се нису кретали према југу до пре 13.000 година. За усурског мрког медведа који насељава Русију, северну Кину, Кореју и Јапан се у неким изворима користи назив „црни гризли”. Назив „гризли” се користи за све северноамеричке подврсте мрког медведа, мада је за подврсте на Аљасци чешће у употреби „мрки медвед”.

## Начин живота
Гризли медведи су обично усамљене активне животиње, али у приобалним подручјима гризли медведи се окупљају поред потока, језера, река, бара и током мрешћења лососа. Сваке друге године, женке доносе на свет од једног до четири младунца (обично два) који су мали и теже око 500 грама (пола килограма). Женка је заштитник њеног потомства и спремна је да нападне ако осети да су њени младунци угрожени.

## Таксономија
У стручној јавности не постоји сагласност о броју подврста мрког медведа у Северној Америци, према неким изворима требало би да буду признате само две подврсте, обични гризли (Ursus arctos horribilis) и кодијачки мрки медвед или гризли (U. a. middendorffi), док према другим, постоји већи број подврста. 
У случају у ком су признате само две подврсте: обични гризли (U. a. horribilis), калифорнијски гризли (U. a. californicus†), мексички гризли (U. a. nelsoni†), и подврсте са Аљаске и околине аљаски мрки медвед или гризли (Ursus arctos alascensis), полуострвоаљаски мрки медвед или гризли (U. a. gyas), ситкански мрки медвед или гризли (U. a. sitkensis), Доловоострвски мрки медвед или гризли (U. a. dalli) и стикински мрки медвед или гризли (U. a. stikeenensis) би били сматрани формама подврсте гризли (Ursus arctos horribilis).